# Quintessential Player
Quintessential Player (anche conosciuto come QCD) era un lettore multimediale freeware multiformato per Microsoft Windows, sviluppato da Paul Quinn dal 1997, quando era conosciuto come Quintessential CD (infatti la sigla QCD è ancora utilizzata).

## Caratteristiche
QCD supportava nativamente:
- Formati come MP3, WMA, Ogg Vobis e la riproduzione di CD Audio
- Riproduzione video con l'aiuto di codec esterni
- Ripping delle tracce audio a velocità massima.
- Codifica degli MP3
- Streaming audio
- Modifica dei tag IDv1 e IDv2
- CDDB Gracenote
- Equalizzatore
- Effetti visivi musicali
- Supporto per skins and plugin

Un considerevole numero di plugin e skin era prelevabile direttamente dal sito ufficiale non più attivo dal 02/05/2017.

## Sviluppo corrente
Lo sviluppo di QCD Quintessential Player è stato abbandonato da diversi anni, così come il suo successore QMP (Quintessential Media Player).
Il sito web del produttore non è più raggiungibile dal 02/05/2017.